# Unità italiana e Dovere
L'Unità italiana e Dovere è stato un quotidiano italiano.
Nacque il 1º novembre 1871 come fusione delle testate L'unità italiana e Il dovere, sotto la direzione contemporanea di Maurizio Quadrio e Vincenzo Brusco Omnis.
Il nuovo giornale cessò le pubblicazioni nel 1874.